# Калінінський сільський округ (Беїмбета Майліна район)
Калі́нінський сільський округ (каз. Калинин ауылдық округі, рос. Калининский сельский округ) — адміністративна одиниця у складі району Беїмбета Майліна Костанайської області Казахстану. Адміністративний центр — село Берегове.
Населення — 2608 осіб (2021; 3009 у 2009, 3082 у 1999, 3522 у 1989).
Станом на 1989 рік існували Калінінська сільська рада (села Берегове, Єльтай, Нагорне) та Юбілейна сільська рада (село Юбілейне). Село Єльтай ліквідовано 2009 року. 2019 року до складу сільського округу була приєднана територія ліквідованого Юбілейного сільського округу.

## Склад
До складу адміністрації входять такі населені пункти:
| Населений пункт | Старі назви | Населення, осіб (1989) | Населення, осіб (1999) | Населення, осіб (2009) | Населення, осіб (2021) |
| --------------- | ----------- | ---------------------- | ---------------------- | ---------------------- | ---------------------- |
| Берегове, село  | -           | 1593                   | 1450                   | 1581                   | 1374                   |
| Єльтай, село    | -           | 431                    | 102                    | -                      | -                      |
| Нагорне, село   | -           | 602                    | 540                    | 434                    | 372                    |
| Юбілейне, село  | -           | 896                    | 990                    | 994                    | 862                    |